# Comédie-ballet
La comédie-ballet est un genre théâtral qui combine des éléments de la comédie et de la danse.  
Cette forme de spectacle est née au XVIIe siècle en France, principalement sous l'impulsion du roi Louis XIV et de son entourage artistique. 

## Caractéristiques
L'une des principales caractéristiques de la comédie-ballet est la combinaison de la comédie et de la danse : la comédie-ballet intègre des éléments narratifs comiques avec des séquences de danse, ce qui en fait une fusion de théâtre et de danse. La comédie-ballet combine la danse, la musique, le théâtre et parfois même des éléments visuels, tels que la peinture ou la sculpture dans une seule performance. Au fil du temps, la comédie-ballet a évolué pour inclure des éléments de tragédie, d'opéra et d'autres genres, devenant plus complexe dans sa structure et son contenu.
La musique joue un rôle important dans la comédie-ballet. Des compositeurs renommés ont créé des partitions spécifiques, par exemple Jean-Baptiste Lully. Les intrigues des comédies-ballets sont généralement légères et comiques ; elles mettent en scène des personnages stéréotypés ou des situations humoristiques. Les costumes sont souvent élaborés et extravagants, reflétant la mode et le style de l'époque. Les décors sont, en général, grandioses et conçus pour impressionner le public par leur splendeur et leur beauté.

## Historique

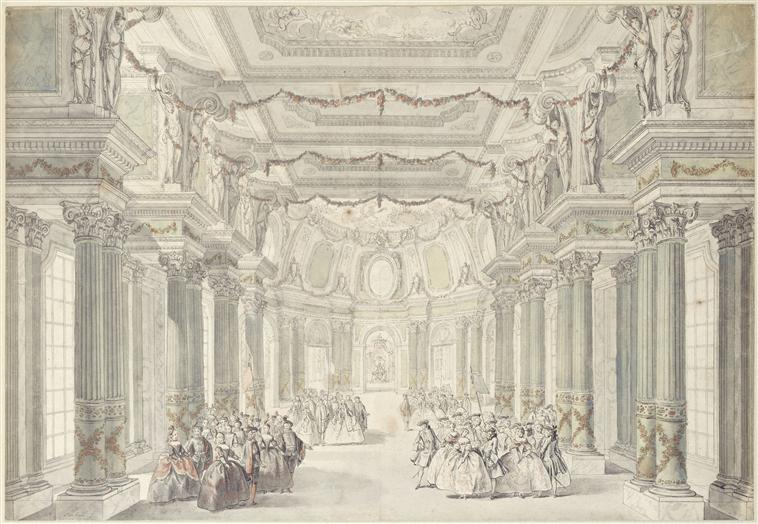
Représentation de la comédie-ballet La Princesse de Navarre de Jean-Philippe Rameau en 1745.

Initialement développée pour divertir la cour de Louis XIV, la comédie-ballet était souvent jouée lors d'occasions spéciales et de fêtes royales.
La comédie-ballet est inventée par Molière, Pierre Beauchamp et Jean-Baptiste Lully en 1661, pour leur pièce Les Fâcheux. Elle fut donnée en août 1661 au château de Vaux-le-Vicomte lors d'une fameuse fête à l'italienne organisée par Nicolas Fouquet en l'honneur du « plus grand roi du monde ».
Mêlant la musique et la danse dans une action unique (contrairement à l'opéra-ballet, plus composite), la comédie-ballet traite des sujets contemporains et montre des personnages ordinaires de la vie quotidienne. Le mariage en est souvent le thème central.
Le trio Molière-Lully-Beauchamp créa près d'une dizaine de pièces de ce genre, mais le genre déclina après la mort de Molière dès 1673.

## Liste

### Comédies-ballets créées par Molière, Lully et Pierre Beauchamp
- Les Fâcheux (1661)
- Le Mariage forcé (1664)
- L'Amour médecin (1665)
- Pastorale comique (1667)
- Le Sicilien ou l'Amour peintre (1667)
- George Dandin ou le Mari confondu (1668)
- Monsieur de Pourceaugnac (1669)
- Les Amants magnifiques (1670)
- Le Bourgeois gentilhomme (1670)

### Comédies-ballets créées par Molière, Marc-Antoine Charpentier et Pierre Beauchamp
- Le Dépit amoureux (1656), ouverture composée lors de sa reprise par La Comédie-Française le 11 juillet 1679. La musique est perdue.
- Les Fâcheux (1661), musique composée en 1672, lors de sa reprise par La Comédie-Française.
- Le Mariage forcé (1664), musique composée lors de sa reprise en 1672.
- Le Médecin malgré lui (1666), musique composée lors de sa reprise (date inconnue) par la Comédie-Française.
- Le Sicilien ou l'Amour peintre (1667), musique composée en 1679, lors de sa reprise par La Comédie-Française.
- Psyché (1671), musique composée en 1684, lors de sa reprise par La Comédie-française.
- La Comtesse d'Escarbagnas (1671)
- Le Malade imaginaire (1673)

### Comédie-ballet créée par Voltaire et Jean-Philippe Rameau
- La Princesse de Navarre (1745)

## Discographie sélective
- Lully, Le Bourgeois Gentilhomme, Hugo Reyne, La Simphonie du Marais, AC Production (2002), Collection Lully volume 4
- Lully, Les Comédies-Ballets, Extraits : l'Amour Médecin, les Plaisirs de l'Ile Enchantée, George Dandin, Monsieur de Pourceaugnac, la Pastorale Comique, Le Bourgeois Gentilhomme et Les Amants Magnifiques, Marc Minkowski, Les Musiciens du Louvre, Erato (1988)
- Lully, Le Bourgeois gentilhomme (avec Campra, L'Europe Galante), Intermèdes musicaux et Ballet des Nations du Bourgeois Gentilhomme, Gustav Leonhardt, La Petite Bande, Deutsche Harmonia Mundi
- Charpentier, Le Malade imaginaire,  Marc Minkowski, Les Musiciens du Louvre, Erato (1988)
- Charpentier, le Malade imaginaire, Les Arts florissant, dir William Christie, Harmonia Mundi  (1990)
- Charpentier, La Comtesse d’Escarbagnas, Les Arts florissant, dir William Christie, Harmonia Mundi (1982)